# Gornja Lepenica
Gornja Lepenica (cyr. Горња Лепеница) – wieś w Bośni i Hercegowinie, w Republice Serbskiej, w gminie Srbac. W 2013 roku liczyła 240 mieszkańców.